# نرت کانوی (نیوهمپشایر)
نرت کانوی (به انگلیسی: North Conway) شهری در ایالت نیوهمپشایر کشور ایالات متحده آمریکا است که جمعیت آن در سرشماری سال ۲۰۱۰ میلادی، ۲٬۳۴۹ نفر بوده‌است.